# Baiame

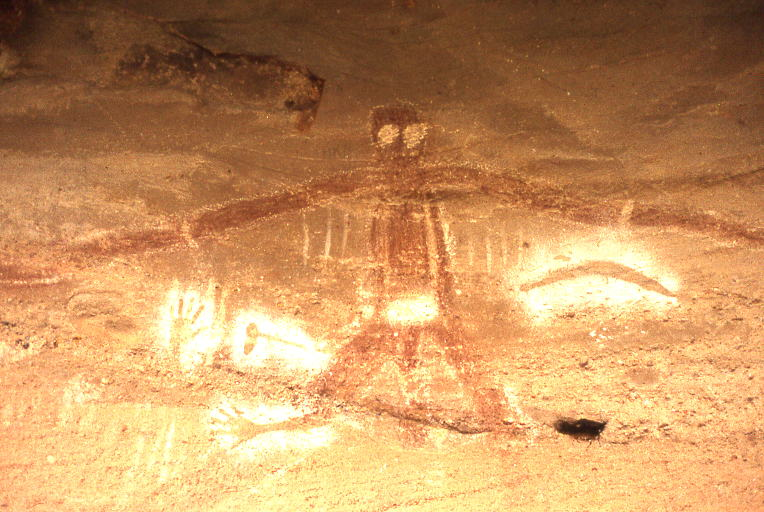
Baiame, Felsmalerei

Baiame ist eine Figur der Schöpfungsgeschichte der Aborigines, der Traumzeit.
Das Schöpfungswesen Baiame ist ein universelles Wesen, das alle materiellen Stoffe und den Geist schafft und durchdringt. Er ist ein männliches Wesen, der Schöpfer der Erde und des Himmels. Die christliche Missionare haben dieses Schöpfungswesen meist im Vergleich mit ihrem Gott bzw. Gottvater gesehen.
Die Stämme der Aborigines, wie die Kamilaroi, Eora, Darkinjung und Wiradjuri, die im Süden Australiens, in New South Wales leben, gehen davon aus, dass dieses Wesen den ersten Menschen aus einem Felsen herausgeschnitten hat. Baiame schuf alle Gebirge, Täler, Flüsse, Seen, Pflanzen und Tiere, aber auch alle Lieder und Kultur der Aborigine. Es war nicht erlaubt über Baiame zu sprechen und Frauen durften keine Abbildungen von ihm ansehen. Auf Baiame geht das Initiationsritual Bora zurück, das vor allem von den Kamilaroi abgehalten wird, um 10-jährige Aborigine-Knaben ins Mannesalter zu führen.
Baiame hatte Birrahgnooloo zur Frau, die ihm Daramulum gebar. Daramulum wird auch Turramulan genannt. Diese Traumzeitfigur lehrte den Menschen alle Sitten und Gebräuche und als sie ihr Wissen vermittelt hatte, stieg dieses Wesen zu den Sternen auf.

## Einzelnachweis
1. ↑  Michael O’Rourke, Kamilaroi Lands: North-central New South Wales in the early 19th Century, Griffith ACT, 1997